# Grünland

Wiesen- und Weidelandschaft im Südschwarzwald

Als Grünland werden im deutschen Sprachraum landwirtschaftliche Flächen bezeichnet, auf denen überwiegend Gräser oder krautige Pflanzen angebaut werden und deren Biomasseaufwuchs durch Beweidung oder Mahd für die Viehwirtschaft oder geringfügig zur Produktion von Energiepflanzen genutzt wird (Grünlandwirtschaft). Es handelt sich in erster Linie um anthropogen geschaffene Ökosysteme, die der ständigen Nutzung bedürfen, um den Wiederaufwuchs der natürlich vorhandenen Vegetation (vorwiegend Wald) zu verhindern. Ebenso werden Naturschutzflächen als Grünland bezeichnet, bei denen der Nutzungsanspruch nur sekundär bis überhaupt nicht gegeben ist, die aber darauf abzielen, den Charakter dieser Kulturlandschaft durch entsprechende Naturschutzmaßnahmen zu erhalten.
Das Grünland kann als Weide, Wiese oder deren Mischformen erhalten werden. Das vom Menschen geschaffene, genutzte und erhaltene Grünland gehört zu den prägenden Elementen vieler Landschaften der gemäßigten Zone.
In der Regel handelt es sich um Flächen in Klimaten mit über 400 mm Niederschlag im Jahresdurchschnitt, die vorher von der potenziellen Vegetation des jeweiligen Klimates bestanden waren und nicht um Urgrasland wie z. B. Steppe oder Savanne, das allein durch Naturweidewirtschaft vom Menschen landwirtschaftlich genutzt werden kann. Wird anthropogen entstandenes Grünland in Mitteleuropa nicht länger genutzt, entwickelt es sich im Laufe der Zeit durch natürliche Sukzession wieder zu Wald. Dies betrifft die allermeisten heutigen Grünlandflächen Europas. Relativ großflächige Ausnahmen sind z. B. das Grünland der alpinen Höhenstufe, auf der aus klimatischen Gründen kein Waldwachstum möglich ist.
Das natürlich entstandene Grasland (Grastundren, Steppen, Savannen) wird in der Regel als natürliches Grünland von den durch menschliche Tätigkeit hervorgerufenen Grünland-Ökosystemen abgegrenzt. In Mitteleuropa ist es räumlich nur noch sehr begrenzt vorhanden (z. B. Matten der alpinen Höhenstufe oder Salzwiesen an den Küsten).

## Abgrenzung, Definition, Unterteilung
Urgrasland besteht bis heute in Regionen, in denen es weniger als 400 mm Niederschlag im Jahresdurchschnitt gibt und deshalb keine natürliche Sukzession hin zu Busch- und Waldland stattfindet. An den Rändern der Graslandbiome befinden sich Übergangsbereiche zu anderen Klimaten (zum Beispiel die kanadische Prärie, die zentrale Pampa oder die europäischen Waldsteppen), bei denen häufig nicht bekannt ist, ob sie natürlich entstanden sind oder durch menschliche Einflüsse. So wird etwa die europäische Puszta in Ungarn häufig als Sekundärsteppe bezeichnet, da im 16. und 17. Jahrhundert massive Eingriffe des Menschen in die ursprüngliche Naturlandschaft erfolgten. Einige Ökologen sehen die Entstehung hingegen in eiszeitlichen Prozessen und begründen dies unter anderem mit den für Steppen typischen Schwarzerdeböden.
Der Terminus Grünland als Landnutzungsform steht als die landwirtschaftlich genutzte offene Flur in Abgrenzung zu Ackerland – das umgebrochen wird –, zu Gartenbauflächen – zu denen in weiterem Sinne auch Obst- und Weinbauflächen u. ä. zählen –, sowie zum Brachland – das temporär ungenutzt bleibt – und zu den zahlreichen Formen der landwirtschaftlichen Nebenflächen (unproduktive Flächen) – wie Wege, Raine, Haine, aber auch teichwirtschaftliche Flächen und Ähnliches – sowie zum Nutzwald, der den forstwirtschaftlichen Zweig der bäuerlichen Betriebe darstellt.

### Ökologie und Biologie
Die Ökologie und Biologie, für die das agrarische Grünland eine – vom Menschen geschaffene – Sekundärvegetation darstellt, unterscheiden Grünland im engeren und im weiteren Sinn.
- Grünland im engeren Sinne sind Wiesen, Weiden oder Mähder (Mahdfluren). Es wird auch als Wirtschaftsgrünland oder, von der Pflanzensoziologie, als Fettwiesen bzw. Fettweiden bezeichnet. Diese Flächen werden in der Regel mehr als zweimal im Jahr gemäht oder abgeweidet und liefern bei rechtzeitiger Nutzung gutes Futter. Diese Grünlandgesellschaften sind Kulturformationen, die ohne diese Bewirtschaftung im Klima Mitteleuropas nicht in dieser Form existieren würden.
- Grünland im weiteren Sinne umfasst neben den oben genannten Flächen noch Magerwiesen und -weiden einschließlich alpiner Rasenflächen, Feuchtwiesen, Trocken- und Halbtrockenrasen, Borstgrasrasen, Zwergstrauchheiden sowie die früher noch häufigen Pfeifengras-Streuwiesen und Seggenriede, die früher der Streugewinnung oder der gelegentlichen Beweidung (Wanderschäferei) dienten. Diese Pflanzengesellschaften sind Halbkultur- oder Kulturformationen. Echte (natürlich entstandene) Trocken-, Halbtrocken-, Borstgras- oder alpine Rasen sind sehr selten.

Eine Mischform zwischen Grünland und Obstflächen stellen Streuobstwiesen dar. Infolge der dauerhaft geschlossenen Pflanzendecke bietet Grünland sehr guten Schutz gegen Erosion. Zugleich werden im Boden mineralisierte Nährstoffe infolge des Dauerbewuchses während der Vegetationsperiode laufend zur Bildung von Pflanzenmasse genutzt. Durch die Umsetzung abgestorbener Teile der Grünlandpflanzen wird der Boden mit Humus angereichert. Die fehlende Bodenbearbeitung auf Dauergrünland fördert die Ausbildung eines reichhaltigen Bodenlebens. Zusammenfassend bewirken die genannten Faktoren einen hervorragenden Schutz des Bodens und des Grundwassers.

### Botanische Artenzusammensetzung von Grünland in Mitteleuropa

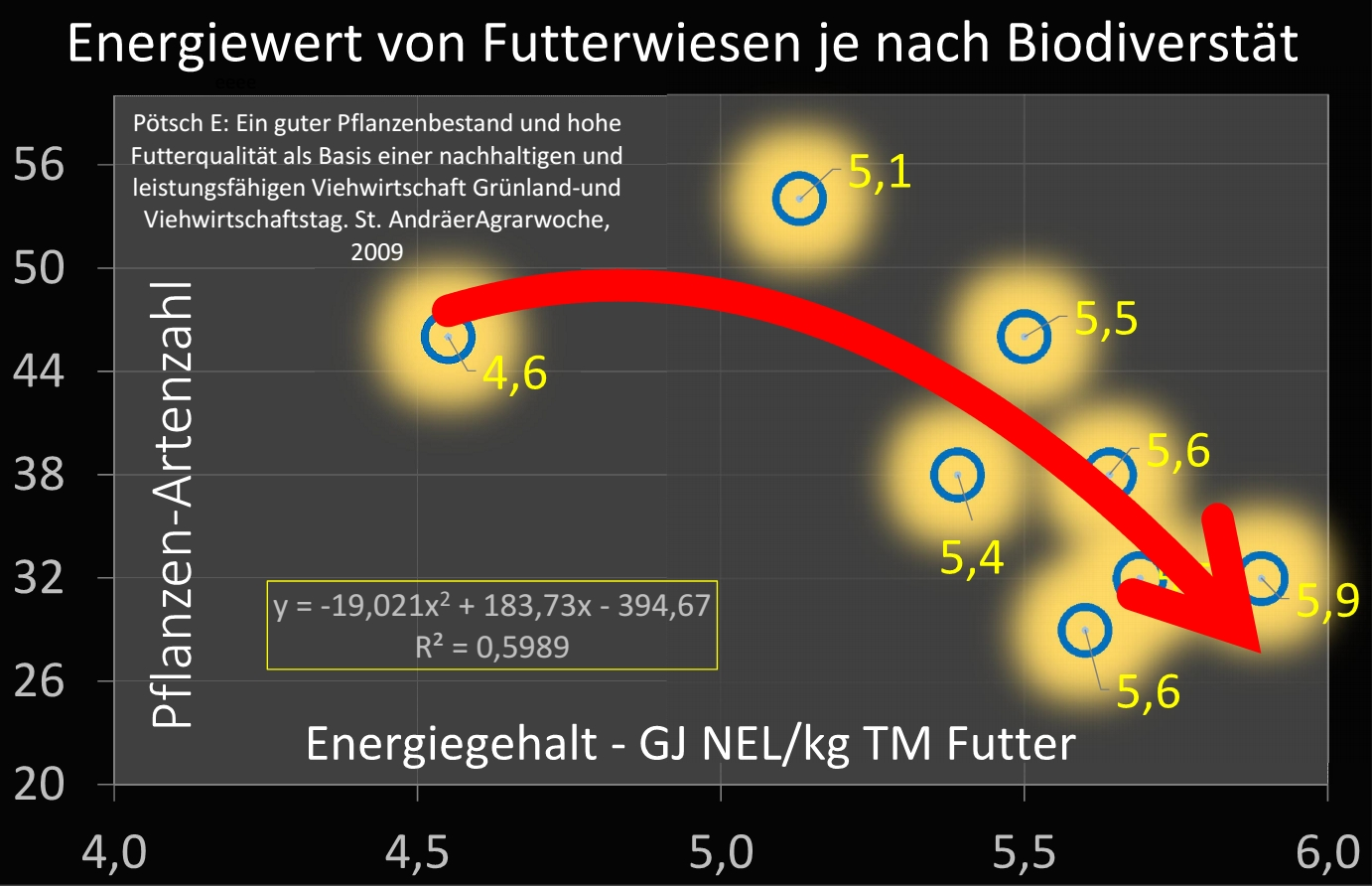
Energiewert von Futterwiesen je nach Alpha-Diverstät der Pflanzenarten in Zentralösterreich.

In der Regel ist heutiges Grünland in Mitteleuropa zerstörte Naturvegetation, vor allem im Mittelalter gerodeter Wald. Die damaligen großen Waldrodungen in den Berggebieten in Mitteleuropa erfolgten zur Ausweitung des Getreideanbaues mit Roggen und Hafer für den steigenden Bedarf der zunehmenden Bevölkerung für die eigene Ernährung und das Vieh sowie für die vielen Zugtiere für Handel, Schifffahrt und Krieg.
Die verschiedenen Klimate, Bodenarten, Nutzungsintensitäten und Nutzungsformen im Grünland führen zu verschiedenen Pflanzengesellschaften mit unterschiedlicher Dominanz und Biodiversität bestimmter Pflanzenarten, die dann als unterschiedliche Grünlandtypen bezeichnet werden. Gut geführtes Wirtschaftsgrünland hat durch intensive Nutzung in der Regel immer eine geringere Alpha-, Beta und Gamma-Biodiversität, hat also geringe Artenzahlen je Flächeneinheit als extensiv bewirtschaftete Futterwiesen. Dafür liefern intensiver geführte Futterwiesen höhere Futterqualitäten mit höherem Energiegehalten und Proteingehalten, die für die wirtschaftliche Fütterung von hochleistenden Zuchtvieh Voraussetzung sind. (Siehe dazu Kapitel Intensivgrünland (Wirtschaftsgrünland) und Extensivgrünland)
Eine im Auftrag des Bundesamtes für Naturschutz durchgeführte Untersuchung aus dem Jahr 2005 schlägt folgende Kennarten für ein artenreiches Grünland nach Naturraum vor, wobei mindestens 30 der vorgeschlagenen 47 Arten bzw. Artengruppen vorzufinden sein müssen. Diese sind folgend nach fallender Vorkommensanzahl in den unterschiedlichen Naturräumen sortiert:
- Trifolium pratensis, Chrysanthemum leucanthemum, Geranium spec., Lychnis flos-cuculi, Crepis spec., Hieracium spec./Hypochaeris radicata/Leontodon spec., Campanula spec., Tragopogon spec., Cirsium oleraceum, Rhinanthus spec., Centaurea spec., Polygonum bistorta, Filipendula ulmaria, Caltha palustris, Potentilla erecta, Sanguisorba spec., Hieracium pilosella, Plantago lanceolata, Lathyrus pratensis, Knautia arvensis/Scabiosa spec., Cirsium palustre, Silene dioica, Symphytum spec., Geum rivale, Primula spec., Phyteuma spec., Achillea millefolium, Medicago lupulina, Ajuga reptans, Saxifraga granulata, Salvia pratensis, Meum athamanticum, Polygala spec., Ranunculus spec., Vicia spec., Lotus spec., Myosotis spec., Cardamine pratensis, Rumex acetosella, Thymus spec., Euphrasia spec., Trollius europaea, Anthriscus sylvestris, Heracleum sphondylium, Galium spec., Prunella spec. und Lythrum salicariaBiodiversity span in Austria of most frequent important fodder grassland.

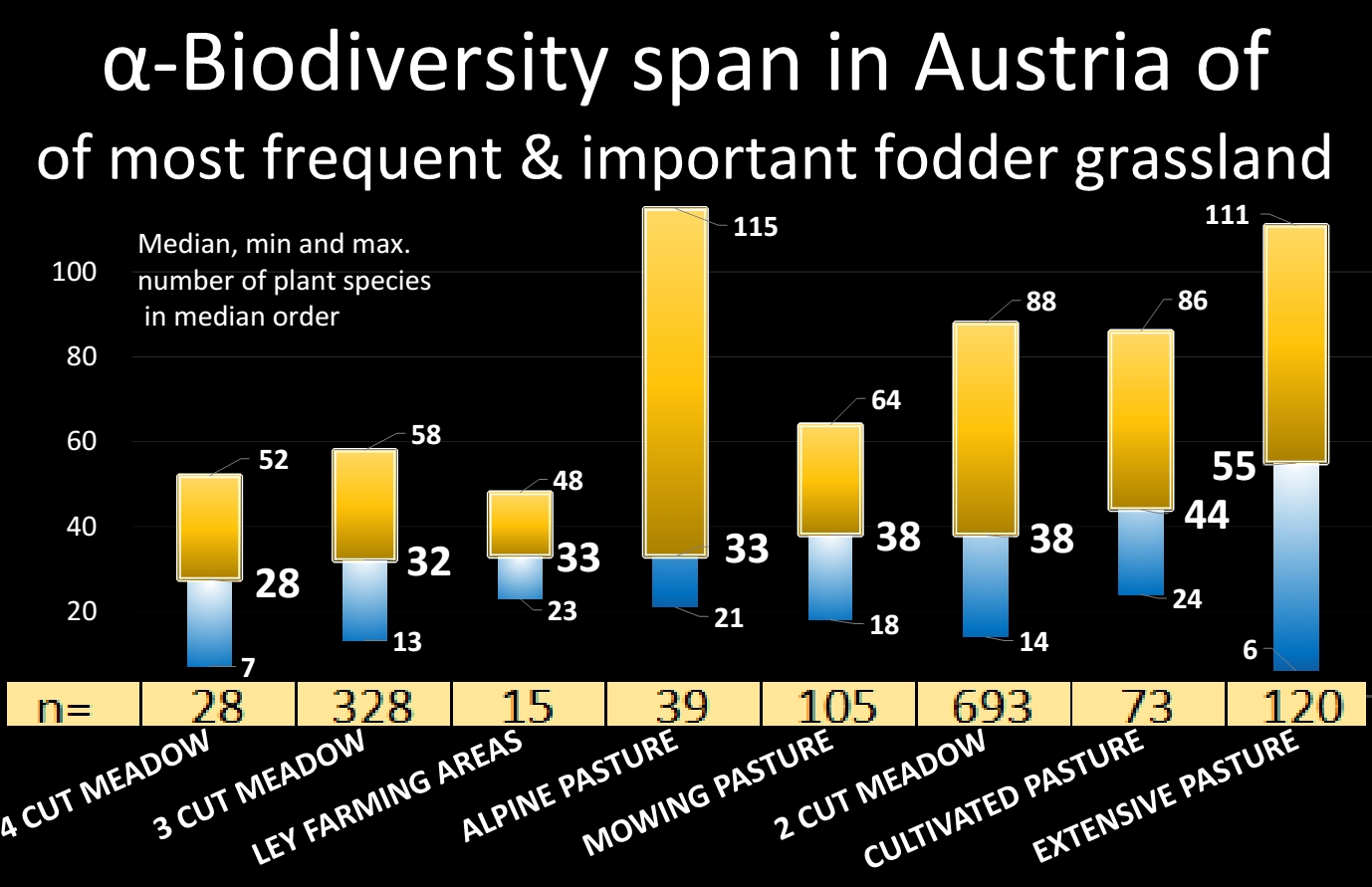
Biodiversity span in Austria of most frequent important fodder grassland.

Im österreichischen alpinen Zentralraum schwankt die Biodiversität (Alpha-Diversität) von Grünland zwischen 7 und 114 Arten und liegt im Mittel bei 35 Pflanzenarten auf 100 m² nach einer Zusammenstellung von Humer (2015).

### Gräser – Beispiele
| als Futtermittel        | als Futtermittel        | als Futtermittel      |
| wertvoll                | minderwertig            | wertlos               |
| ----------------------- | ----------------------- | --------------------- |
| Wiesenschwingel         | Gewöhnliches Rispengras | Gewöhnliches Ruchgras |
| Wiesenrispe             | Trespen                 | Jährige Rispe         |
| Einjähriges Weidelgras  | Gemeine Quecke          | Honiggräser           |
| Welsches Weidelgras     | Flaumhafer              | Schmielen             |
| Ausdauerndes Weidelgras | Rotstraußgras           | Bergrispe             |
| Wiesenlieschgras        | Kammgras                | Borstgras             |
| Knaulgras               | Goldhafer               | Hundstraußgras        |
| Wiesenfuchsschwanz      |                         | Wollgräser            |
| Rotschwingel            |                         | Weiche Trespe         |
| Weißes Straußgras       |                         | Seggen                |
| Gewöhnlicher Glatthafer |                         | Binsen                |

### Leguminosen und Kräuter – Beispiele
| als Futtermittel                        | als Futtermittel                       | als Futtermittel   |
| wertvoll                                | minderwertig                           | wertlos            |
| --------------------------------------- | -------------------------------------- | ------------------ |
| Weißklee                                | Gewöhnlicher Löwenzahn über 20 Prozent | Bitterklee         |
| Persischer Klee                         | Breitwegerich                          | Labkraut           |
| Rotklee                                 | Wiesenkümmel                           | Vogelmiere         |
| Schwedenklee                            | Wiesenknopf                            | Storchschnabel     |
| Hornklee                                | Pimpinelle                             | Fingerkraut        |
| Wicken                                  | Bärenklau                              | Wiesenkerbel       |
| Wiesenplatterbse                        | Giersch                                | Ehrenpreis         |
| Frauenmantel                            | Distel                                 | Hirtentäschel      |
| Spitzwegerich                           | Mädesüß                                | Brennnessel        |
| Gemeine Schafgarbe                      | Knöterich                              | Johanniskraut      |
| Vogelwicke                              | Glockenblume                           | Gänseblümchen      |
| Gewöhnlicher Löwenzahn unter 20 Prozent | Pfennigkraut                           | Kuckuckslichtnelke |

### Giftige bzw. giftverdächtige Pflanzen
Bei den folgenden Arten handelt es sich um Pflanzen mit giftigen Inhaltsstoffen. Es sind ebenfalls Arten aufgeführt, wo der Verdacht auf problematische Inhaltsstoffe für die Tiergesundheit besteht. Die genauen Wirkungen, gerade in geringen Dosen sind wenig erforscht, heilende Wirkungen auf spezielle Körperbereiche sind denkbar. Eine zu hohe Konzentration im Futter wird bei den Tieren, je nach ihrer Größe und je nach aufgenommener Pflanzenart, zu gesundheitlichen Einschränkungen führen.
Wiesenschaumkraut, Herbstzeitlose, Wolfsmilch, Wasserschierling, gefleckter Schierling, Sumpfschachtelhalm, Sumpfdotterblume, Anemonen, Akelei, Goldgelber Hahnenfuß, Brennender Hahnenfuß, Gifthahnenfuß, Scharfer Hahnenfuß (stärkeres Auftreten), Klappertopf, Gelbe Wiesenraute, Trollblume, Adlerfarn

## Standort- und Bodenverhältnisse
Man unterscheidet fakultatives und obligates Grünland nach den Standort- und Bodenverhältnissen: Auf fakultativem Grünland könnten auch mehr oder weniger problemlos andere Früchte, z. B. Getreide angebaut werden. Obligates Grünland hingegen ist meistens ein Grenzstandort, auf dem nur schwer andere Früchte wachsen; als Gründe hierfür kommen hohe Niederschläge (z. B. in Skandinavien), steppenartige Trockenheit oder auch für die Bodenbearbeitung ungeeignete Böden wie Moorböden, Auenböden oder strukturarme Marschböden in Frage.

### Nutzungsform

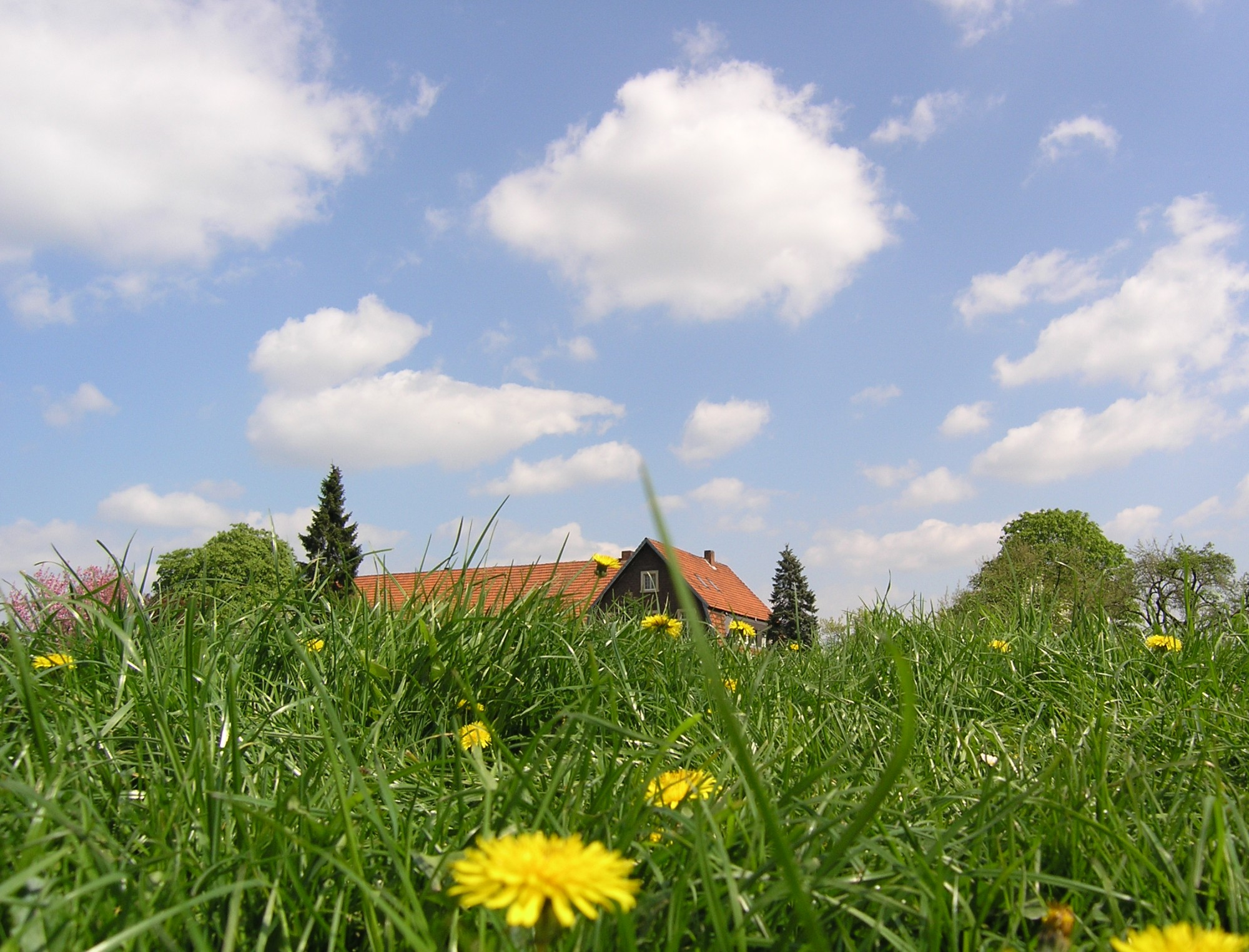
Fette Dauergrünlandfläche

Grünland kann als Wiese oder als Weide genutzt werden. Außerdem existieren vielerorts Mischformen dieser beiden grundlegenden Nutzungsformen. Auf Wiesen wird die aufwachsende Biomasse zur Gewinnung von (Winter-)Futter für das Nutzvieh durch Mahd (und Weiterverarbeitung) geerntet. Seltener wird die so gewonnene Biomasse in Biogasanlagen eingespeist. Bei der Weidenutzung stehen die Tiere auf der Fläche und das Vieh frisst das Futter direkt. Bei den angesprochenen Mischformen findet in zeitlicher Abfolge ein Wechsel von Weide und Wiesennutzung auf derselben Grünlandfläche statt ("Vor-" bzw. "Nachweide"). Ein solcher Wechsel kann auch zwischen den Jahren stattfinden.
Keine Nutzung im eigentlichen Sinne ist das reine Mulchen des Grünlandes, das nur der Erhaltung des Offenlandcharakters der Grünlandfläche dient. Der Aufwuchs wird dann nicht genutzt, sondern nur zerkleinert und der Verrottung überlassen. Diese Praxis dient einerseits der Landschaftspflege, wenn keine andere Nutzungsoption für das Grünland mehr vorhanden ist (z. B. weil in der Region keine Landwirte mehr Extensivwirtschaft betreiben). Da Mulchen für die Tierwelt fatale Auswirkungen hat, ist es naturschutzfachlich abzulehnen. In anderen Fällen dient das Mulchen der Aufrechterhaltung der Förderfähigkeit einer Grünlandfläche. Die Gemeinsame Agrarpolitik der EU fordert z. B. eine (zwei-)jährliche Mindestnutzung, zu der auch das schnelle, und daher in Fällen ohne Nutzungsanspruch, ökonomische Mulchen gehört.

#### Dauergrünland
Dauergrünland werden Grundfutterflächen genannt, die längere Zeit eine kurzrasige Vegetation als Dauerkultur tragen. Dauergrünland ist somit eine auf mindestens 5 Jahre angelegte Vegetationsform (Wiese oder Weide) mit relativ geschlossener Grasnarbe, die von einer Pflanzengemeinschaft aus Gräsern, Kräutern und Hülsenfrüchtlern gebildet wird. Grünland wird durch mehr oder weniger regelmäßige Mahd und/oder Beweidung gehölzfrei bzw. waldfrei gehalten und dient der Biomassegewinnung, als Futter, zur Energiegewinnung (als Einsatzstoff für Biogasanlagen oder als Brennstoff) oder zu früheren Zeiten als Einstreu für die Tierhaltung.

#### Wechselgrünland, Wechselwirtschaft
Unter dem Überbegriff Wechselgrünland (eine Form der Wechselwirtschaft) werden zwei in Europa weit verbreitete historische Fruchtfolge-Systeme zusammengefasst: Die Feldgraswirtschaft und die Egart-Wirtschaft. In beiden Fällen wechselt mehrjähriges Grünland mit ein- oder mehrjährigem Ackerbau ab. Dabei wird die fördernde Wirkung des Grünlandes auf die Bodenfruchtbarkeit (hohe Humusgehalte) für eine Acker-Zwischennutzung genutzt.
Ein- und mehrjähriger Futterbau in Form von Futtergräsern (Ackergras) oder von Mischungen aus Gras und krautigen Pflanzen ist kein Grünland, sondern wird dem Ackerfutterbau zugerechnet.

#### Grünlandbrache

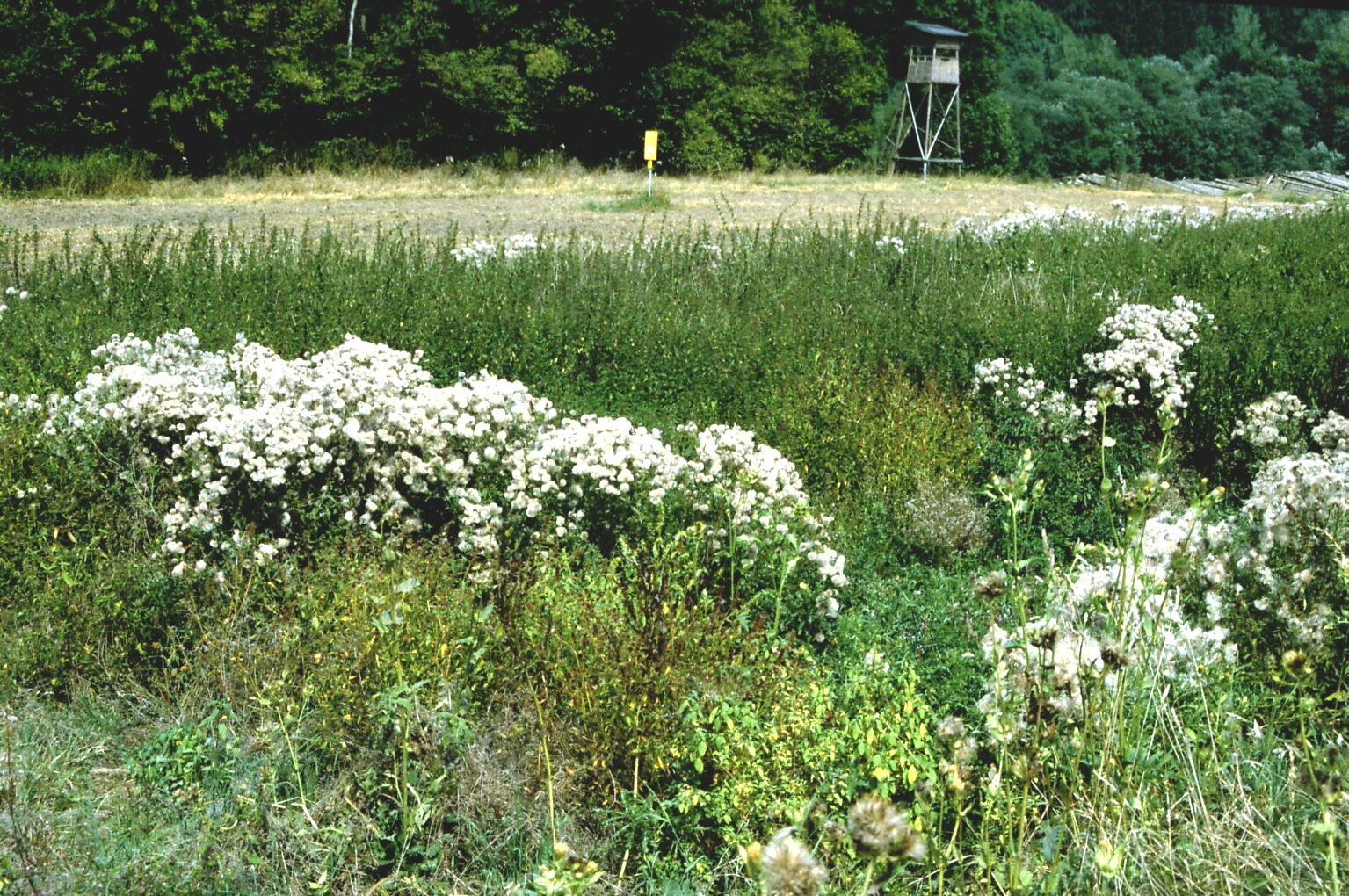
Etwa 10-jährige Wiesenbrache mit Kratzdistel und Brennnessel

Eine Grünlandbrache ist eine für kürzere oder längere Zeiträume (überjährig, Jahre oder Jahrzehnte) vom Menschen nicht mehr genutzte Grünlandfläche. Kennzeichen der Brache ist das Fehlen jeglicher landwirtschaftlicher oder sonstiger Nutzung des Pflanzenaufwuchses (z. B. Sozialbrache). Bei dauerhaftem Verzicht auf eine Nutzung würde sich durch die natürliche Sukzession auf den meisten Standorten mit der Zeit wieder Wald entwickeln. Im Sinne dieses Verständnisses sind Grünlandbrachen von sogenannten Rotations- und Dauerbrachen auf Ackerland zu unterscheiden. Hierbei handelt es sich um agrarpolitisch bewusst herbeigeführte, meist kurzlebige Brachestadien, die meist dem Biodiversitätsschutz dienen.

### Nutzungsintensität
Die botanische Artenzusammensetzung der Grünflächen wird von der Stärke der Nutzung entscheidend beeinflusst. Diese ergibt sich zum Teil durch den Standort und die Intensität der Düngung. Bei intensiver Nutzung durch mehrere Schnitte oder hohen Tierbesatz bei Weidenutzung verringert sich die Artenvielfalt des Graslandes. Wegen der großen Zahl von Grünland-Pflanzengesellschaften und der unterschiedlichsten Nomenklatur von Grünlandtypen ist eine dreigliedrige Grobeinteilung entsprechend der Nutzungsintensität gebräuchlich:

#### Intensivgrünland (Wirtschaftsgrünland)

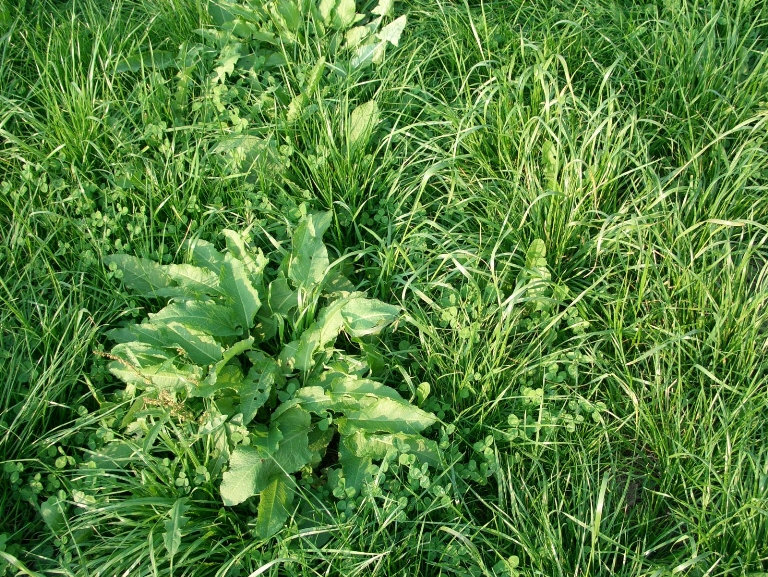
Wirtschafts-/Intensivgrünland mit einer Ertragserwartung von 120 dt TM/ha bei 5 Nutzungen

Der Begriff Intensivgrünland ist bislang als definierter agrartechnischer Standard oder Norm nicht festgelegt. Im ganzen deutschen Sprachraum findet man keinen standardisierten Gebrauch dieses Begriffes. Zuständige landwirtschaftliche Behörden verwenden diesen Begriff kaum. Hingegen wird der Begriff von Umweltaktivisten, Ökologen und im allgemeinen Sprachgebrauch häufiger verwendet und dann negativ konnotiert. Der Grünlandbotaniker und Ökologe Gottfried Briemle definiert Intensivgrünland wie folgt: „Unter Wirtschaftsgrünland wird ein Grünlandtyp verstanden, der so stark genutzt wird, dass sich die Erzeugung von Grundfutter für die Milchviehhaltung – in Konkurrenz zu Silomais – ökonomisch lohnt.“ Die Häufigkeit der Schnittnutzung liegt je nach Naturraum und Standortverhältnissen zwischen 4 und 7 Nutzungen pro Jahr (als Schnitt, Weide oder Mähweide). Vegetationskundlich gelten z. B. Weidegras-Kammgras-Weiden als Intensivgrünland. Das Intensivgrünland nimmt bei Weitem die größten Flächenanteile der 4,7 Mio ha Grünland Deutschlands ein (genaue Zahlen fehlen allerdings). Wiesentypen, die vor der Intensivierung durch Mineraldüngereinsatz (in Mitteleuropa ab 1960er Jahren) als ausgesprochen stickstoff- und ertragreich galten, sind heute für viel Hochleistungsrassen des Milchviehs aufgrund der züchterischen "Fortschritte" energetisch kaum noch verwertbar. Angesprochen ist vor allem die Pflanzengesellschaft der Glatthaferwiesen, die seit 1992 europarechtlich geschützt ist.
Die Anzahl der Pflanzenarten ist für sehr ertragreiches Wirtschaftsgrünland mit 15 bis 20 pro 25 m² Referenzfläche (etwa für norddeutsches Grünland) typisch. Das beträgt jedoch ein Mehrfaches der im Ackerfutterbau üblichen Artenvielfalt. In den österreichischen nordsteirischen Grünlandgebieten schwankt die Biodiversität auf den intensiv bewirtschafteten Futterwiesen mit vier Schnittnutzungen im Jahr zwischen 7 und 52 Pflanzenarten und liegt im Mittel bei 28 Pflanzenarten auf 100 m².

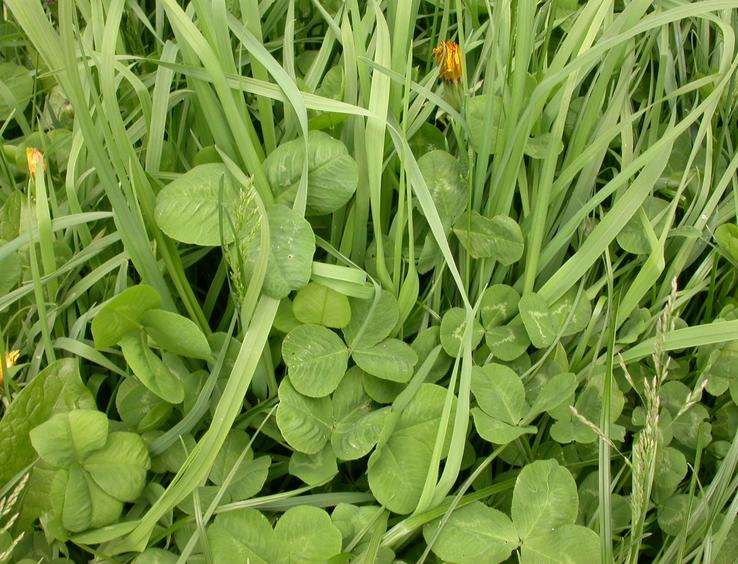
Saftiges frisches Grünfutter aus Wiesenneuanlage mit bester Futterqualität mit Knaulgras, Weißklee, Rotklee und Raygras in Deutschbach NÖ

Der Viehbesatz von intensiv genutzten Weiden wird in der Regel mit über 2 Großvieheinheiten pro Hektar angegeben (GVE; entspricht zum Beispiel 2 ausgewachsenen Rindern) und kann bis zu 6 GVE/ha betragen. In der österreichischen Landwirtschaft galt bis 2014 ein Viehbesatz von 2 GVE/ha lange Zeit als Förderobergrenze im Agrar-Umweltprogramm (2007).

#### Extensivgrünland

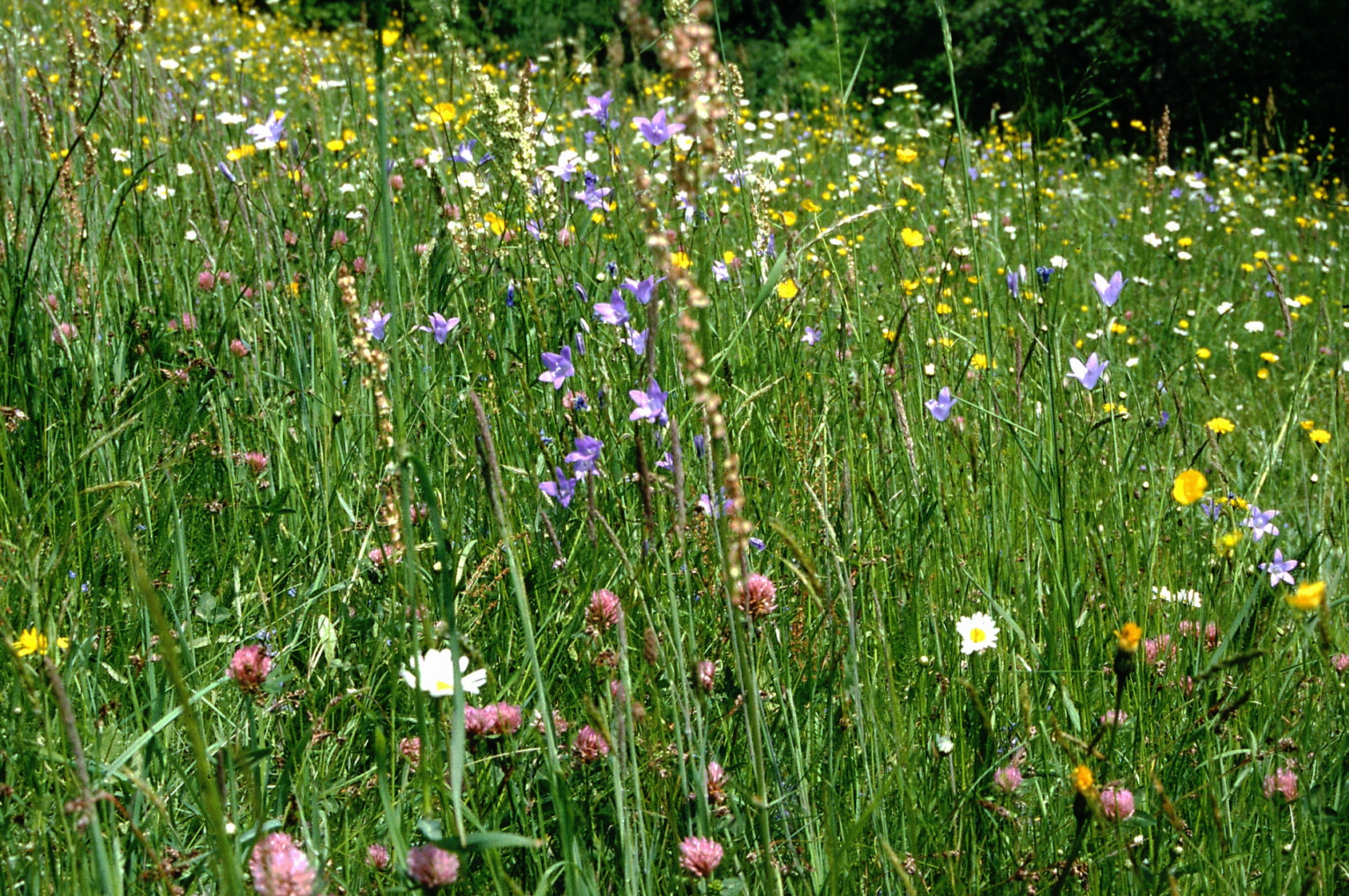
Extensivgrünland mit einer Ertragserwartung von 60 dt TM/ha bei 2 Nutzungen

Unter Extensivgrünland – bzw. artenreichem Grünland – sind vorwiegend 1-3-schürige Heu- und Öhmdwiesen zu verstehen. Es gehören aber auch langjährig extensiv bewirtschaftete Weiden in Höhenlagen dazu. Solches Grünland wird standortgerecht genutzt und erfährt nur eine teilweise Rückführung der Nährstoffe über Wirtschaftsdünger (Stallmist, Jauche, Gülle). Die Pflanzenbestände weisen einen mittleren Futterwert auf und nehmen auch im Arteninventar eine Mittelstellung zwischen dem Wirtschafts- und dem Biotopgrünland ein. Die Anzahl der Pflanzenarten ist mit 30 bis 45 pro 25 m² Referenzfläche vergleichsweise hoch und die Aspekte sind blütenbunt (siehe auch Blumenwiese). Das mitteleuropäische Grünland kann bei besonders günstigen standörtlichen Bedingungen und extensiver Nutzung eine Pflanzenartenvielfalt pro m² erreichen, die ansonsten nur im tropischen Regenwald anzutreffen ist. Im Maximum wurden 89 Pflanzenarten auf einem Quadratmeter festgestellt. In die Kategorie Extensivgrünland gehören auch die beiden mesophilen Grünlandtypen magere Flachland-Mähwiese (FFH-Code 6510) und Berg-Mähwiese (FFH-Code 6520), die durch die Fauna-Flora-Habitat-Richtlinie (FFH) geschützt werden.
Der Viehbesatz von extensiv genutztem Grünland liegt bei Weidenutzung bei 0,3 bis 1,5 GVE/ha. Die Schnitthäufigkeit bei Wiesennutzung bei 1 bis 2, selten 3 Schnitten pro Jahr.
Extensivgrünland muss unterschieden werden von „extensiviertem Grünland“, das sich durch Reduzierung von Nutzungshäufigkeit und Düngung aus artenarmem Wirtschaftsgrünland heraus entwickelte, in der Regel aber (noch) nicht den naturschutzfachlichen Wert von Extensivgrünland besitzt.

#### Biotopgrünland

Biotopgrünland (Orchideenreiche Nasswiese)

Biotopgrünland ist ein Sammelbegriff für Grünland, das nicht (mehr) primär der landwirtschaftlichen Futter- oder Streugewinnung (siehe Streuwiese) dient. Dabei handelt es sich um Magerwiesen oder -weiden extremer Standortverhältnisse, auf denen die allgemeine Nährstoffverfügbarkeit gering ist, in der Regel entweder wegen zu trockenen oder zu nassen Bodens. Beispiele für Biotopgrünland sind: Halbtrockenrasen und Kleinseggenwiesen. Die Größenordnung der natürlichen Biomasse-Produktion liegt auf Magerrasen-Niveau und damit unter 35 dt TM/ha. Die Pflanzengesellschaft stellt das artenreichste Ökosystem Mitteleuropas dar: Auf 25 m² Referenzfläche kommen bis zu 70 Gefäßpflanzenarten vor. Biotopgrünland steht häufig bereits seit langem unter Naturschutz (z. B. Wacholderheiden, Pfeifengras-Streuwiesen), oder die Flächen werden im Auftrag der Naturschutzverwaltung gepflegt („Vertragsnaturschutz“). Der Viehbesatz liegt in der Regel unter 0,5 GVE/ha.

## Verwendung
Die je nach Nutzungsintensität ein- bis sechsmal jährlich geerntete oberirdische Pflanzenbiomasse des Grünlandes wird frisch, siliert oder getrocknet überwiegend als Futtermittel für Rinder (Milchkühe, Mastrinder) genutzt. Zunehmend dient die Biomasse zur Erzeugung von Biogas. Ebenfalls möglich, jedoch wegen verfahrenstechnischer und emissionsbezogener Schwierigkeiten selten praktiziert, ist die Verbrennung des getrockneten Ernteguts als halmgutartige Biomasse. Auch die stoffliche Verwertung des Ernteguts von intensivem Wirtschaftsgrünland durch Nutzung der Fasern wird nur von einzelnen Unternehmen betrieben.

## Futterwert
Der Futterwert spiegelt den rein ökonomischen Wert des Erntematerials wider und weicht von dem gesamtgesellschaftlichen Wert der Arten ab. Eine Hervorhebung dieser Einteilung ist der erhöhten Konzentration auf Gehaltwerte von für landwirtschaftliche Produktion verwendeten Pflanzen in den letzten Jahrzehnten geschuldet.
Die folgenden Tabellen und Listen geben eine Futterbewertung einiger Graslandpflanzen im Rahmen der Bestimmung von Qualitätsklassen von Weidefutter in der DDR aus dem Jahr 1986 an. Dabei liegt ein Zusammenhang zwischen geringem Futterwert und dem Gefährdungsgrad gemäß der Roten Liste vor.

## Geschichte
Im Vergleich zu den bis Mitte des 20. Jahrhunderts üblichen Bewirtschaftungsformen des Grünlands unterscheidet sich die heutige Grünlandwirtschaft in einer Reihe von Merkmalen. Durch den Übergang von Beweidung zu Ganzjahresstallhaltung wächst die Nutzung als Wiese zur Mahdnutzung zu Lasten der Weidenutzung, zudem wird vorwiegend Güllewirtschaft statt der früher üblichen Festmistwirtschaft betrieben. Auch durch den Übergang von Dürrfutterbereitung (Heu) auf Silage liegt der Nutzungszeitpunkt des ersten Aufwuchses heute früher im Jahr und erlaubt dadurch insgesamt mehr Nutzungen pro Jahr.

## Fiskalisch-juristische Einordnung
Im Sinne des EU-Beihilferechts besteht zwischen Dauergrünland und Ackerland folgende Unterscheidung: Ackerland ist „Land, das regelmäßig bearbeitet wird und im Allgemeinen einer Fruchtfolge unterliegt“. Für die Unterscheidung zwischen Ackerland und Dauerkulturen oder Dauergrünland wird eine Schwelle von fünf Jahren angesetzt. Das heißt: Eine Wiesen-Neuansaat beispielsweise wird nach 5 Jahren zum „Dauergrünland“.
Eine Umwandlung von Grünland in Ackerland („Umbruch“) ist nach EU-Recht in Deutschland aus ökologischen Gründen nicht mehr ohne weiteres möglich.